# Luperina graslini
Luperina graslini là một loài bướm đêm trong họ Noctuidae.